# Gagasan Sejahtera
Le  Gagasan Sejahtera (en malais : idées de prospérité, GS) est une coalition politique informelle de partis islamiques en Malaisie.
Formée comme une troisième force le 16 mars 2016, elle regroupe d'abord le Parti islamique malaisien (PAS) et le Parti Ikatan Bangsa Malaysia (IKATAN) et annonce son nom de Gagasan Sejahtera le 13 août 2016, puis le Pan-Malaysian Islamic Front (BERJASA) rejoint le GS le 23 septembre 2016, tandis que le Love Malaysia Party (PCM) rejoint la coalition le 30 avril 2017.
Lors des élections législatives malaisiennes de 2018, il remporte 18 sièges.